# Stichting Fonds Schiedam Vlaardingen e.o.
Stichting Fonds Schiedam Vlaardingen e.o. is een Nederlands vermogensfonds dat culturele en maatschappelijke initiatieven ondersteunt. Het fonds verstrekt donaties aan organisaties die zich inzetten om de kwaliteit van de samenleving te verhogen. Het Fonds Schiedam Vlaardingen e.o. is aangesloten bij de Vereniging van Fondsen(FIN). Het Fonds heeft jaarlijks 4 miljoen te besteden aan goede initiatieven voor de samenleving in Schiedam, Vlaardingen en Maassluis.
Fonds Schiedam Vlaardingen e.o. is voortgekomen uit de Spaarbank Anno 1820 te Schiedam en de Spaarbank Anno 1823 te Vlaardingen, later opgaand in Stichting Bondsspaarbank Schiedam Vlaardingen. Beide spaarbanken werden opgericht met steun van De Maatschappij tot Nut van 't Algemeen, die al in 1784 werd opgericht. 't Nut voerde al de doelstelling tot 'het verbeteren van de samenleving'. Deze maatschappelijke rol werd voortgezet door de spaarbanken.
Deze betrokkenheid bij de samenleving kreeg op 10 april 1991 een nieuwe impuls toen de maatschappelijke activiteiten van Stichting Bondsspaarbank Schiedam Vlaardingen werden voortgezet onder de naam Stichting Schiedam Vlaardingen Fonds, nu Fonds Schiedam Vlaardingen e.o. Aanleiding vormde de overname van de toenmalige Bondsspaarbank Schiedam Vlaardingen, waardoor het Fonds een aanzienlijk aandelenpakket verwierf.
Het Fonds Schiedam Vlaardingen is een anbi. Het fonds is gevestigd in de monumentale Villa IJzermans in Vlaardingen.